# Kallsjön (Hultsjö socken, Småland)
Kallsjön är en sjö i Sävsjö kommun i Småland och ingår i Emåns huvudavrinningsområde. Sjön har en area på 0,0568 kvadratkilometer och ligger 218 meter över havet. Sjön avvattnas av vattendraget Emån.

## Delavrinningsområde
Kallsjön ingår i det delavrinningsområde (635006-143701) som SMHI kallar för Inloppet i Frissjön. Avrinningsområdets medelhöjd är 235 meter över havet och ytan är 25,28 kvadratkilometer. Det finns ett delavrinningsområde uppströms, och räknas det in blir den ackumulerade arean 41,4 kvadratkilometer. Emån som avvattnar avrinningsområdet har biflödesordning 2, vilket innebär att vattnet flödar genom totalt 2 vattendrag innan det når havet efter 208 kilometer. Delavrinningsområdet består mestadels av skog (62 procent) och jordbruk (17 procent). Avrinningsområdet har 0,84 kvadratkilometer vattenytor vilket ger det en sjöprocent på 3,3 procent.